# Haploclastus satyanus
Haploclastus satyanus là một loài nhện trong họ Theraphosidae.
Loài này thuộc chi Haploclastus. Haploclastus satyanus được miêu tả năm 1978 bởi Barman.